# Сражение при Комаккьо
Сражение при Комаккьо — сражение между византийским флотом, отправленным из Венеции, и франкским гарнизоном Комаккьо, произошедшее весной 809 года. 

Комаккьо на современной карте

Византия не могла примириться с коронацией Карла Великого в 800 году в качестве римского императора. В свою очередь, чтобы добиться признания своего нового титула, Карл стремился оказать давление на Византию. Весной 806 года византийский император Никифор I, отправив в Адриатику флот под командованием патрикия Никиты, восстановил свою власть в Далмации и Венеции. Третий сын Карла Великого Пипин по разделу 6 февраля 806 года получил в управление Италию, но не мог помешать отложению Венеции из-за присутствия там византийского флота.
В 808 году отношения снова осложнились, и Никифор направил на запад две эскадры. Одну в Тирренское море под командованием Никиты, где византийцы напали на Популонию, другую — в Адриатику, под командой префекта Кефалонии патрикия Павла. Павел с флотом через Далмацию прибыл в Венецию, где перезимовал.
Весной 809 часть византийского флота атаковала лежащий в устье реки По порт Комаккьо, торгового соперника Византии, где вступила в бой с франкским гарнизоном. Согласно Анналам королевства франков, нападение было отбито, и византийский флот отступил к Венеции.
Потерпев неудачу, Павел по своей инициативе попытался договориться с королём Италии Пипином, чтобы установить мир. Венецианский дож Обелерио и его брат Беат препятствовали его сепаратным переговорам, а также готовили ему ловушку. Узнав об этом, Павел с флотом отплыл из Венеции.